# Alejandro Michel Talento
Alejandro Michel Talento (Iquique, 27 de febrero de 1922-Santiago, 20 de enero de 1980) fue un guionista, locutor y presentador de televisión chileno.

## Carrera
En 1953 presentaba en Radio Minería los programas Tío Alejandro y Alevántese cantando, y ese mismo año llegó a Colombia para dirigir Radio Cadena Nacional, y al año siguiente creó El club del tío Alejandro, el primer programa infantil y de carácter educativo emitido en la televisión colombiana. Al año siguiente presentó el programa Telecirco.
En 1960 retornó a Chile, donde desarrolló trabajos en diversos medios de comunicación, asumiendo en 1962 como jefe de radio, cine y televisión en la agencia publicitaria J. Walter Thompson Chilena S.A.C. Entre sus trabajos en televisión, creó el programa El club del tío Alejandro en Canal 13 en 1962 y escribió los guiones y dirigió la que es considerada la primera sitcom chilena: Ésta es mi familia, emitida por Canal 13 en 1963. Al año siguiente también creó la sitcom Memé, secretaria ejecutiva, emitida por el mismo canal. En 1965 ingresó a Canal 9, donde desarrolló los programas El show del tío Alejandro (1965-1968, imitando el programa que realizó en Colombia), El enseña-cosas (1965-1966) y Gran sábado gran (1966-1968). En 1968 retornó a Colombia, donde fue contratado por la programadora Caracol para realizar nuevamente El club del tío Alejandro y realizar Gran sábado gran (1969-1972), emulando la versión que había realizado en Chile.
En 1976 retornó a Chile, donde realizó programas en Canal 13, siendo Sacapunta su última producción.